# パインフラット湖

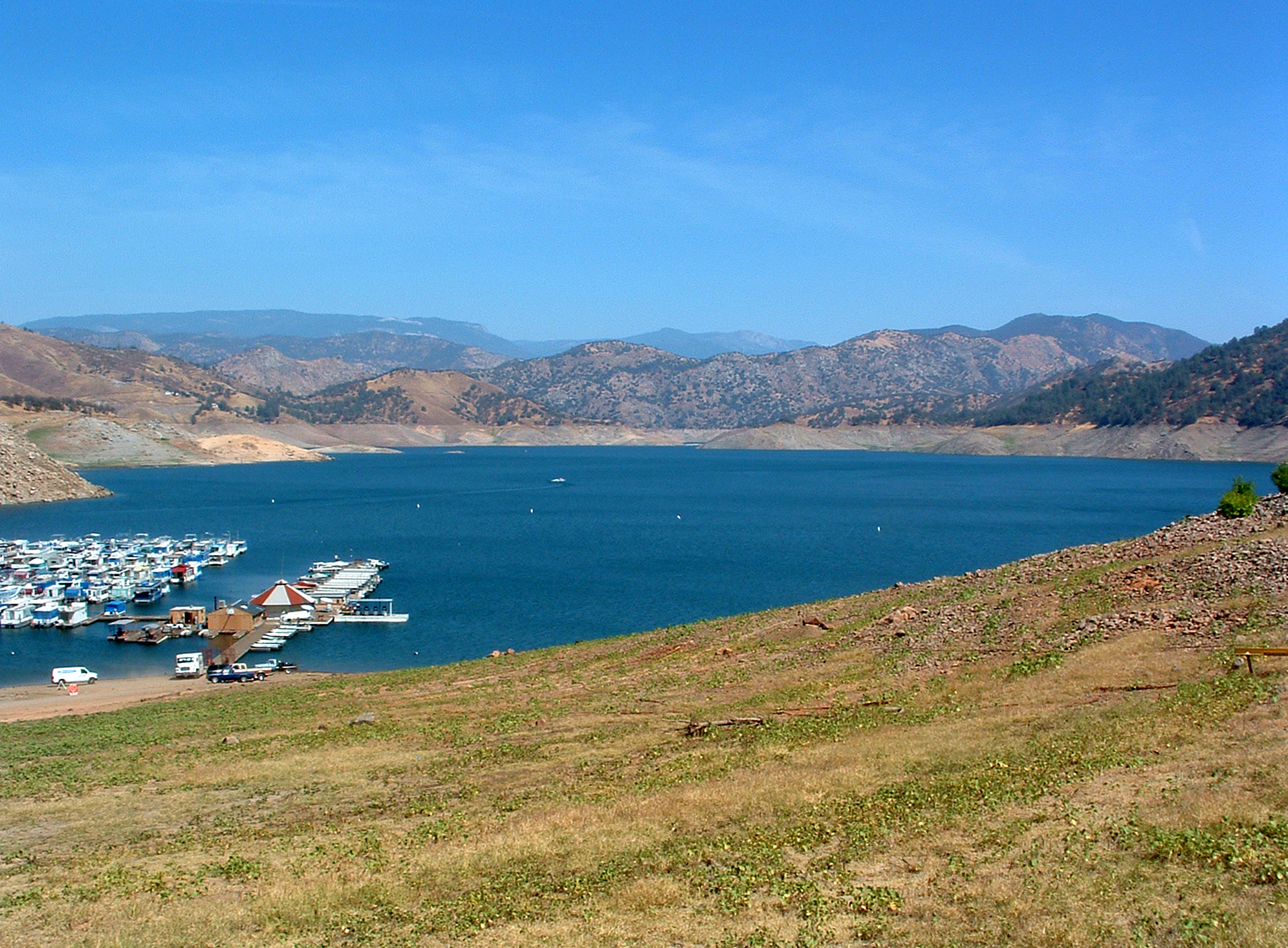
パインフラット湖

パインフラット湖（英：Pine Flat Lake）とは、アメリカ合衆国カリフォルニア州フレズノ郡、フレズノの北西約30kmの場所にあるダム湖である。
キングス川のパインフラットダムによって作られている。貯水能力は1.2立方kmであり、カリフォルニア州最大規模の湖の一つである。湖の主要目的は洪水調節であるが、灌漑や地下水補充用の水も供給している。また、ダムには165MWの水力発電所がある。ダムはアメリカ陸軍工兵司令部によって建設され、1954年に完成した。